# 고효율 이미지 파일 포맷
고효율 이미지 파일 포맷(High Efficiency Image File Format, HEIF, "히프"로 발음)은 개개의 이미지들과 이미지 시퀀스를 위한 파일 포맷이다. MPEG에 의해 개발되었으며 MPEG-H 파트 12(ISO/IEC 23008-12)에 의해 정의되어 있다. MPEG 그룹은 동일한 크기의 JPEG보다 HEIF 이미지에 2배나 더 많은 정보를 저장할 수 있으므로 화질이 더 좋다고 주장한다.
HEIF 사양은 또한 고효율 비디오 코딩(HEVC)으로 인코딩된 영상들과 HEVC로 인코딩된 이미지 시퀀스들을 저장하는 수단을 정의하기도 한다.
HEIF 파일들은 ISO 베이스 미디어 파일 포맷(ISOBMFF, ISO/IEC 14496-12)와 호환되며 타임드 텍스트 및 오디오와 같은 다른 미디어 스트림들을 포함할 수도 있다.

## 역사
HEIF의 요구사항과 주 사용 케이스는 2013년에 정의되었다. 사양의 기술 개발은 약 1.5년 소요되었으며 2015년 여름에 완료되었다.

## 같이 보기
- 베터 포터블 그래픽스: 2014년에 개인이 출시한, HEVC 인코딩을 사용하는 또다른 이미지 파일 포맷
- AV1: 구글, 모질라 및 기타(Alliance for Open Media 소속)에 의해 개발 중인 경쟁 파일 및 압축 포맷[8]